# MAVLink
MAVLink (англ. Micro Air Vehicle Link) — комунікаційний протокол безпілотного апарату із наземною станцією.
Він розроблений як бібліотека маршалінгу повідомлень, яка складається лише з файлів-заголовків. Протокол MAVLink був уперше випущений на початку 2009 Лоренцом Майєром під ліцензією LGPL.

## Застосування
Протокол застосовується в основному для комунікації між наземною станцією керування і безпілотним апаратом, а також для внутрішнього спілкування між підсистемами апарату. Він може використовуватись для передачі даних про орієнтацію засобу, його GPS координати і швидкість.

## Структура пакету
У версії 1.0 структура пакету така:
| Назва поля      | Індекс позиції (в байтах) | Призначення |
| --------------- | ------------------------- | --- |
| Start-of-frame  | 0                         | Помічає початок передачі фрейму (v1.0: 0xFE) |
| Payload-length  | 1                         | Довжина корисного навантаження (поля payload) |
| Packet sequence | 2                         | Кожен компонент підраховує порядковий номер відправлених пакетів у послідовності. Дозволяє відслідковувати втрату пакету                                          |
| System ID       | 3                         | Ідентифікатор системи, що відсилає дані. Дозволяє відрізняти різні системи в одній мережі.                                                                        |
| Component ID    | 4                         | Ідентифікатор компонента, що відсилає дані. Дозволяє відрізняти різні компоненти однієї системи, наприклад, інерційний вимірювальний пристрій (IMU) та автопілот. |
| Message ID      | 5                         | Ідентифікатор типу повідомлення — повідомляє як дані в полі payload треба розуміти і як їх правильно декодувати.                                                  |
| Payload         | 6 до (n+6)                | Дані повідомлення, залежать від ідентифікатору повідомлення — message id.                                                                                         |
| CRC             | (n+7) до (n+8)            | Контрольна сума всього пакету, включаючи стартовий символ (LSB, MSB)                                                                                              |

## Екосистема MAVLink
MAVLink використовується як протокол комунікації в багатьох проектах, це може означати, що є певна сумісність між ними.
Деякі відомі проекти, що використовують MAVLink:

### Автопілоти
- Parrot AR.Drone (з Flight Recorder)
- Ardupilot
- PX4FMU
- pxIMU
- SmartAP [Архівовано 28 лютого 2015 у Wayback Machine.]
- MatrixPilot [Архівовано 5 лютого 2015 у Wayback Machine.]
- Armazila 10dM3UOP88
- Hexo+ [Архівовано 26 лютого 2015 у Wayback Machine.]

### Обладнання
- Sky Drone FPV [Архівовано 26 лютого 2015 у Wayback Machine.] — Digital FPV System with HUD/OSD using MAVLink

### Програмне забезпечення
- Andropilot (Android) [Архівовано 3 січня 2015 у Wayback Machine.]
- APM Planner 2.0 (Windows/Mac/Linux) [Архівовано 3 лютого 2015 у Wayback Machine.]
- DroidPlanner (Android) [Архівовано 24 березня 2015 у Wayback Machine.]
- MAVProxy
- Mission Planner (Windows) [Архівовано 23 лютого 2015 у Wayback Machine.]
- QGroundControl (Windows/Mac/Linux, official reference implementation for MAVLink) [Архівовано 19 лютого 2015 у Wayback Machine.]